# Robert Sheckley
Œuvres principales
- Le Temps meurtrier
- Omega
- Un billet pour Tranaï
- Permis de maraude
- La Dimension des miracles
- Le Prix du danger
- La Septième Victime
- Pèlerinage à la Terre

Robert Sheckley, né le 16 juillet 1928 à Brooklyn (New York) et mort le 9 décembre 2005  à Poughkeepsie (État de New York), est un auteur de science-fiction américain. Il a écrit plus d'une centaine de nouvelles et une dizaine de romans.

## Biographie
Parmi ses nouvelles, une des plus connues est La Septième Victime (The Seventh Victim, 1953) qui a été adaptée au cinéma par Elio Petri sous le titre La Dixième Victime (La Decima Vittima). À son tour, Robert Sheckley tira un roman du film, également intitulé La Dixième Victime.
La trame de cette histoire est simple : dans un futur pas si lointain, les gens se divertissent d'un jeu télévisé mettant en scène un chasseur et un chassé.
Robert Sheckley en a tiré plusieurs livres (Arena et Chasseur/Victime) et une nouvelle, Le Prix du danger (The Prize of Peril), qui a été adaptée au cinéma par Yves Boisset, sous le même titre avec Gérard Lanvin.
Il a également écrit des romans et des nouvelles en collaboration avec plusieurs auteurs comme Roger Zelazny.
Il écrit aussi sous les pseudonymes de Phillips Barbee, Ned Lang et Finn O'Donnevan.
Les nouvelles de Sheckley sont souvent très drôles, et mettent en jeu des personnages se débattant pour survivre à des situations absurdes. On y retrouve souvent les personnages d'Arnold et Gregor, deux associés prêts, pour gagner quelques dollars, à accepter des missions apparemment simples, mais qui se révèlent être de véritables opérations suicides.
L'un de ses romans, Options, est écrit dans un style très proche de celui de Boris Vian.

## Œuvres

### SérieLe Concours du millénaire
Les trois volumes ont été écrits en collaboration avec Roger Zelazny.
1. Apportez-moi la tête du prince charmant, J'ai lu, 1993 ((en) Bring Me the Head of Prince Charming, 1991)
2. À Faust, Faust et demi, J'ai lu, 1994 ((en) If at Faust You Don't Succeed, 1993)
3. Le Démon de la farce, J'ai lu, 1997 ((en) A Farce to Be Reckoned With, 1995)

### SérieVictime
1. La Dixième Victime, Gallimard, coll. Série noire no 1073, 1966 ((en) The Tenth Victim, 1965), trad. R. Fitzgerald
2. Arena, Denoël, coll. Présence du futur no 472, 1988 ((en) Victim Prime, 1987)
3. Chasseur/Victime, Denoël, coll. Présence du futur no 505, 1990 ((en) Hunter/Victim, 1988)

### SérieStephen Dain
1. (en) Calibre .50, 1961
2. Chauds, les secrets !, Gallimard, coll. « Série noire », 1962 ((en) Dead Run, 1961)
3. (en) Live Gold, 1962
4. (en) White Death, 1963
5. (en) Time Limit, 1967

### Romans indépendants
(Liste non exhaustive)
- Le Temps meurtrier, Pocket, coll. « Pocket Science-fiction » no 5007, 1977 ((en) Immortality Inc., 1958)Réédition, Argyll, 2022, 416 p. (ISBN 978-2-492403-34-7)
- Oméga, OPTA, coll. « Galaxie-bis » no 9, 1968 ((en) The Status Civilization, 1960)
- Les Erreurs de Joenes, Pocket, coll. « Pocket Science-fiction » no 5257, 1986 ((en) Journey beyond Tomorrow, 1962)
- Échange standard, Robert Laffont, coll. « Ailleurs et Demain », 1973 ((en) Mindswap, 1966)Première parution dans l'ouvrage titré La Dimension des miracles
- La Dimension des miracles, Robert Laffont, coll. « Ailleurs et Demain », 1973 ((en) Dimension of Miracles, 1968)
- Options, Calmann-Lévy, coll. « Dimensions SF », 1976 ((en) Options, 1975)
- Le Mariage alchimique d'Alistair Crompton, Calmann-Lévy, coll. « Dimensions SF », 1979 ((en) The Alchemical Marriage of Alistair Crompton, 1978)
- Dramoclès, Robert Laffont, coll. « Ailleurs et Demain », 1983 ((en) Dramocles, 1983)
- (en) The Omega Egg, 2007Écrit avec Tobias S. Buckell, Michael A. Burstein (en), Pat Cadigan, Bill Fawcett (en), David Gerrold, Brian Herbert, James Patrick Kelly, Kay Kenyon, Nancy Kress, Stephen Leigh, Jody Lynn Nye (en), Laura Resnick, Mike Resnick, Kristine Kathryn Rusch, Dean Wesley Smith (en) et Jane Yolen.

### Anthologies et recueils de nouvelles
- Les Univers de Robert Sheckley, OPTA, coll. Club du livre d'anticipation, 1972
- Et quand je vous fais ça, vous sentez quelque chose ?, OPTA, coll. Club du livre d'anticipation, 1974 ((en) Can You Feel Anything When I Do This ?, 1972), trad. Ben Zimet
- Le Robot qui me ressemblait, Robert Laffont, coll. Ailleurs et Demain, 1980 ((en) The Robot Who Looked Like Me, 1978)
- Douces Illusions, Calmann-Lévy, coll. Dimensions SF, 1978
- Le Livre d'or de la science-fiction : Robert Sheckley, Pocket, coll. Pocket Science-fiction no 5075, 1980
- Le Prix du danger, J'ai lu, 1983
- Deux hommes dans les confins, Argyll, 2024, 208 p.

### Nouvelles
Classement des nouvelles par ordre chronologique de parution aux États-Unis.
- Le Coût de la vie ((en) Cost of Living, 1952)
- La Sangsue, 1974 ((en) The Leech, 1952)
- Les Spécialisés, 1954 ((en) Specialist, 1953)
- Les Monstres ((en) The Monsters, 1953)
- Le Poison d'un homme ((en) Untouched by Human Hands, 1953)
- La Septième Victime ((en) The Seventh Victim, 1953)
- L'Oiseau-gardien ((en) Watchbird, 1953)
- Paradis II ((en) Paradise II, 1954)
- La Clé laxienne, 1955 ((en) The Laxian Key, 1954), trad. Marcel Battin
- La Bataille ((en) The Battle, 1954)
- Permis de maraude ((en) Skulking Permit, 1954)
- Quelque chose pour rien, 1954 ((en) Something for Nothing, 1954)
- Un billet pour Tranaï, 1956 ((en) A Ticket to Tranai, 1955)
- La Seule Chose indispensable ((en) The Necessary Thing, 1955)
- Une race de guerriers ((en) Warriors Race, 1955)
- Un problème de chasse ((en) Hunting Problem, 1956)
- Amour et Compagnie ((en) Love incorporated, 1956)
- La Suprême Récompense ((en) The Victim from Space, 1957)
- Le Prix du danger ((en) The Prize of Peril, 1958)
- L'Homme minimum ((en) The Minimum Man, 1958)
- Les Filles et Nugent Miller ((en) The Girls and Nugent Miller, 1960)
- La Vie de pionnier ((en) Subsistence Level, 1965)
- Je vois un homme assis dans un fauteuil, et le fauteuil lui mord la jambe, 1968 ((en) I See a Man Sitting on a Chair, and the Chair Is Biting His Leg, 1968)Écrit avec Harlan Ellison.
- Bienvenue dans le cauchemar classique ((en) Welcome to the standard Nightmare, 1973)

### Citations typiques
- « Je suis le contrôleur des impôts déguisé en arbre, dit le contrôleur des impôts déguisé en arbre » (Options)
- « Je dois vous tuer mais n'y voyez aucune haine personnelle » Nouvelle sur le pacifisme contagieux (Permis de maraude - in Les Univers de R. S. - Éd. OPTA)
- « Pour la carotte, le lapin est la parfaite incarnation du mal » (Dramoclès)

## Adaptations au cinéma et à la télévision
- 1948 : Captain Video and His Video Rangers (série télévisée)
- 1951 : Tales of Tomorrow (série télévisée) saison 1 épisode 7 « The Monsters »
- 1956 : Armchair Theatre (série télévisée)
- 1963 : Escape from Hell Island de Mark Stevens
- 1965 : La Dixième Victime (La Decima vittima) d'Elio Petri avec Marcello Mastroianni et Ursula Andress
- 1969 : Out of the Unknown, Immortality Inc
- 1981 : Condorman (The Game of X) de Charles Jarrott
- 1983 : Le Prix du danger (The Prize of Peril) d'Yves Boisset
- 1988 : Monsters, saison 2 épisode 8, « The Demons », série dérivée de Creepshow
- 1992 : Freejack de Geoff Murphy avec Emilio Estevez, Mick Jagger et Anthony Hopkins
- 1996 : The Utilizer de Craig Barron (en)
- 2007 : Masters of Science Fiction (série télévisée) - Watchbird d'Harold Becker